# فيجتيوس
بوبليوس (أو فلافيوس) فيجتيوس ريناتوس (Publius/Flavius Vegetius Renatus)، المعروف باسم فيجتيوس كان كاتبًا في الإمبراطورية الرومانية المتأخرة (أواخر القرن الرابع). لا شيء معروف عن حياته أو محطته بخلاف ما ورد في اثنين من أعماله الباقية: Epitoma rei militaris (تترجم إلى "الملخص في الشؤون العسكرية"، يُشار إليه أيضًا باسم De re militari التي تترجم إلى "في الأمور العسكرية")، والأقل شهرة Digesta Artis Mulomedicinae، وهو دليل للطب البيطري. يعرّف عن نفسه في افتتاحية عمله Epitoma rei militaris على أنه مسيحي. 